# Lavoye
Lavoye är en kommun i departementet Meuse i regionen Grand Est (tidigare regionen Lorraine) i nordöstra Frankrike. Kommunen ligger i kantonen Seuil-d'Argonne som tillhör arrondissementet Bar-le-Duc. År 2022 hade Lavoye 145 invånare.

## Befolkningsutveckling
Antalet invånare i kommunen Lavoye
| Referens: INSEE |